# Inflation par les coûts
L'inflation par les coûts est l'inflation causée par la hausse des coûts de production, c'est-à-dire la plupart du temps par une augmentation du coût du travail (les salaires) ou une augmentation des coûts des matières premières. Le phénomène est souvent présenté comme l'inverse de l'inflation par la demande, bien que cela soit l'objet de débats économiques. 

## Concept
L'inflation par les coûts est causée par une hausse des coûts, au sens large du terme. Ces coûts correspondent à tous les frais engagés par l'entreprise pour produire, allant de la rémunération des salariés, au coût d'entretien des machines, ou encore au loyer du lieu où la production a lieu. La rémunération des facteurs de production est ainsi prise en compte. A ce titre, l'énergie joue un rôle décisif dans le coût final du bien, et une augmentation des prix de l'énergie peut causer une inflation par les coûts très forte. Un élément d'ordre psychologique est en jeu dans la hausse des coûts : les producteurs, en constatant la hausse de leurs prix d'achat, sont incités à augmenter leurs prix. 
Si les hausses des coûts ont lieu dans une ou plusieurs branches, elles s'appliqueront à l'ensemble des entreprises. Elles ont ensuite tendance à gagner, même de façon atténuée, le reste de l’économie, par un effet de contagion et du fait des interconnexions entre les secteurs de l'économie. L'inflation par les coûts peut avoir une origine sectorielle et ensuite se diffuser dans toute l'économie. C'est le cas notamment de l'accroissement du coût dans les branches qui tiennent une place importante dans l'économie d'un pays (la sidérurgie, l'agriculture, la distribution).  L'accroissement du coût dans une branche importante de l'économie d'un pays, comme la sidérurgie ou l'agriculture, par exemple. La contagion met en difficulté les entreprises les plus productives, dont les plus marginales n'auront d'autre recours qu'augmenter leurs prix pour survivre.
La hausse des salaires ne provoque pas une inflation par les coûts dans le cas où cette dite hausse est inférieure ou égale aux gains de productivité. Or, le secteur tertiaire d'une économie étant celui qui est le moins prône aux gains de productivité, la tertiarisation d'une économie peut être source d'inflation lorsque les salaires de ce secteur suivent la croissance de ceux des autres secteurs. 
L'inflation par les coûts n'est pas une pathologie économique, car elle est normale dans le cadre d'une économie en expansion, lorsque certains secteurs dynamiques sont en forte croissance. Elle devient négative lorsque, auto-entretenue par une hausse comme celle des coûts du pétrole, elle pénalise l'économie en empêchant la croissance. 

## Causes

### Inflation par les coûts importée
L'inflation par les coûts peut être due à l'importation de l'inflation. Ce type d'inflation par les coûts provient de l'augmentation du coût d'une denrée qui est iimporté, et dont le prix a augmenté. C'est le cas notamment du pétrole pour les pays importateurs.

### Augmentation de la fiscalité
L'inflation par les coûts peut être due à l'augmentation de la fiscalité sur la production. Pour financer son déficit budgétaire, l'État peut, en effet, augmenter les impôts et les taxes reçus sur les entreprises. Or, dans le cas d'une hausse brutale ou substantielle, l'entreprise peut voir ses coûts de production augmenter, ce qu'elle répercute dans les prix afin de maintenir sa marge.

### Augmentation du coût du salaire
L'augmentation brutale du coût du travail peut avoir un effet dans l'augmentation des coûts de production lorsqu'elle n'est pas compensée par un accroissement de la productivité. Le phénomène peut s'accentuer lorsque les titulaires de revenus plus élevés n'acceptent pas le phénomène de rattrapage par le bas (lors d'une augmentation du SMIC, par exemple), eet revendiquent, à leur tour, des augmentations. Si ces hausses concernent tous les salariés, les coûts salariaux des entreprises peuvent suivre.

### Augmentation des coûts de marketing
Enfin, le management et le marketing des entreprises. Le financement de l'investissement des entreprises par leurs propres moyens (l'autofinancement) les poussent à accroître les prix de vente et les coûts. En effet, ce type de financement interne exige des réserves élevées et donc des profits et des amortissements (qui sont des coûts, mais accroissent les réserves !) élevés. De même, dans le cadre des actions marketing, les entreprises multiplient les dépenses relatives à la publicité, aux services annexes, après-vente et de distribution du produit sans que la productivité n'augmente dans les mêmes proportions.

## Débats et critiques

### Différence avec l'inflation par la demande
La science économique s'est penchée depuis longtemps sur le distinction entre l'inflation par la demande et celle par les coûts. Les recherches des héritiers de John Maynard Keynes tendent à montrer que la dichotomie entre les deux serait dans certains cas artificielle, les deux phénomènes pouvant coexister, voire s'entretenir mutuellement.
Le keynésien Maurice Flamant fait ainsi remarquer que l'on peut considérer que la poussée des coûts n'est, dans certains cas, en réalité que la traduction d'une hausse de la demande déguisée. En effet, lorsque les entrepreneurs redoutent une augmentation de la demande (ils anticipent un potentiel déséquilibre entre la demande élevée et l'offre stagnante), en l'absence de contraintes comme une guerre, ils augmentent leur production pour subvenir à l'offre. Toutefois, pour augmenter leur production, ils doivent augmenter leur propre demande de facteurs de production, ce qui a tendance à faire augmenter les prix de ces facteurs. L'inflation par les coûts serait par conséquent en partie une inflation par la demande attendue.

## Histoire du débat théorique

### Des origines lointaines
L'inflation par les coûts fait l'objet de débats théoriques importants dans les années 1950 et 1960. Selon l'école classique, cette inflation n'est pas possible. Pour David Ricardo, la hausse des salaires n'entraîne normalement pas de hausse des prix, mais elle conduit à une réduction des profits.
Entre 1947 et 1958, l'élévation du prix de revient de l'acier aurait été responsable de près de 40% de la hausse des prix de gros aux États-Unis. Selon une étude du Service d'information des Communautés européennes révèle qu'entre 1947 et 1958 l'élévation du prix de revient de l'acier a été responsable pour près de 40% de la hausse des prix de gros aux États-Unis. Le Comité Douglas, dans le cadre d'un groupe de travail au Congrès des États-Unis dans les années 1960, montre la hausse du niveau général des prix dans le pays entre 1955 et 1957 a été alimentée exclusivement par l'élévation des frais de production de quelques secteurs en expansion.

### Une mise en évidence par les chocs pétroliers
L'inflation par les coûts a été mise en évidence dans les années 1970, à la suite des chocs pétroliers mondiaux. Ceux-ci sont en grande partie à l'origine de l'inflation importante que subit l'Europe et les pays développés durant cette décennie et la suivante. Le coût du pétrole augmentant brutalement à la suite d'une décision des pays membres de l'Organisation des pays exportateurs de pétrole, et le pétrole étant à la base des économies développées, ces dernières subissent de plein fouet la hausse des prix du pétrole qui se répercute sur la hausse générale des prix.